# Guillermo Casanova
Guillermo Casanova Arosteguy (Montevideo, 30 de noviembre de 1963) es un director y editor de cine uruguayo destacado por películas como El viaje hacia el mar y Otra historia del mundo.

## Biografía
En 1985 comienza su carrera audiovisual en el Centro de Medios Audiovisuales CEMA, - una de las primeras productoras independientes del país.
En 1988 realiza su primer trabajo como director,  Mamá era Punk,  video documental sobre la movida joven uruguaya del momento donde obtuvo una gran repercusión, obteniendo premios a nivel nacional como internacional como Mejor Documental en el VIII Certamen Nacional de cine y vídeo del SODRE, mejor música original y mejor montaje, en el VI Festival de Cine de Bogotá, Colombia, seleccionada para la XII Internacional Public Television Screening Conference, INPUT 89, Estocolmo, Suecia. seleccionada para la I Bienal de Arte Joven 89, Buenos Aires, Argentina y difundida por el Canal 7 de Francia y Canal 10 de Uruguay.
Durante los años 90, realiza videoclips para Estela Magnone, Laura Canoura y Diane Denoir y realiza en el año 1994 el trabajo documental de la gira de Jaime Roos por todo el país, Jaime Roos a las 10. documental musical con más venta en el formato VHS en la historia del país.
En esos años realiza trabajos experimentales y video artes, del cual forma parte junto con otros artistas del movimiento del video arte en Uruguay, donde se destaca los videos de Mohxelis, Hacia 1, (video danza) y 34 GRADOS, LAT.S, 053 GRADOS, LAT. W, Cabo Polonio en Invierno (codirigido con su hermano Eduardo Casanova)  ganador como Mejor Video Arte Uruguayo en el II Festival Franco Latino de Vídeo Arte, Santiago,  Buenos Aires, Bogotá, Montevideo, 1993. y como Mejor Video Arte en el XII Festival Cinematográfico Internacional del Uruguay, 1994.
En 1992 crea la Productora Algarrobo Films junto con Carlos Ameglio y Diego Arzuaga con la intención de generar la primera productora uruguaya dedicada exclusivamente a la ficción. Allí produce y realiza su primera ficción Los muertos basado en un cuento de Mario Levrero., donde fue seleccionado para el INPUT 92, Baltimore, EUA,  para la Muestra de Arte Latinoamericano en el Museo de Arte Moderno de Nueva York, EUA, 1993, solicitada para la Videoteca del mismo museo y participa en el Panorama de Vídeo de Creación en América Latina, Filmoteca de Andalucía, Museo Nacional de Arte Reina Sofía y el Centro Gallego de Artes da Imaxe, 1993.
En 1994 realizó al mismo tiempo el ciclo  Memorias de la costa, un programa documental periodístico sobre la costa uruguaya.
En 199 gana el premio del FONA (Fondo Nacional Audiovisual) con el guion El viaje hacia el mar estrenada en agosto de 2003 siendo una de las películas más taquilleras del año con 90.000 espectadores y cosechando premios nacionales e internacionales como el Colón de Oro a la mejor película de Ibero América en el Festival de Huelva, España y ganadora de premios en los festivales Internacionales de Utrecht, Ourense, Bangkok, Miami, Río de janeiro y Mar del Plata.
En 2009, realiza para la Televisión Nacional Uruguaya, TNU, el ciclo de El cine de los Uruguayos, producido por Ronald Melzer,   ciclo de 40 capítulos, que continuaría en el 2011,   con entrevistas a los directores y actores de las obras cinematográficas más importante de los últimos 30 años.
En 2010 dirige la pieza publicitaria Soprano, por la inauguración del Auditorio Adela Reta del SODRE, ganando los siguientes premios, en el Desachate, Balero de oro a la mejor pieza de TV, en los Premios Effie,   Bronce, en el Fiap. Federación iberoamericano de la publicidad,  Bronce, en el Ojo de Iberoamérica, Bronce y Gran Campana de oro a la mejor pieza de TV de más de 40” en la Campana 2010.
Realiza en 2010 para Hugo Fattoruso su primer DVD, Hugo Fattoruso en Concierto realizado el 12 de junio en la Sala Zitarrosa y en 2011 es invitado a dirigir un capítulo, Religión, en la serie de ficción uruguaya “Adicciones”
En 2017 estrena su segundo largometraje ficción, Otra historia del mundo, basado en el libro Alivio de luto de Mario Delgado Aparaín. En el mismo año produce la primera película del director de teatro Roberto Suárez, Ojos de madera.
En 2021 dirige para la Institución Teatral El Galpón, Temporario, ciclo de ficción de 8 capítulos emitido por el Canal 10 de Uruguay
Desde el año 1999 hasta hoy es codirector y fundador, junto con Natacha López, de la productora cinematográfica Lavorágine Films promoviendo coproducciones entre Uruguay y el resto del mundo. Ha producido películas como El viaje hacia el mar, Ruido, de Marcelo Bertalmío, Flacas vacas de Santiago Svirsky, El cuarto de Leo, Zanahoria de Enrique Buchichio y Manual del macho alpha de Guillermo Kloetzer.
Fue profesor en la Universidad de la República.

## Obras
- 2021. Temporario -  Serie ficción de 8 capítulos

- 2017.  "Otra historia del mundo" - Largometraje ficción. Guion de Guillermo Casanova, Inés Bortagaray, basado en el libro "Alivio de luto" de Mario Delgado Aparaín.

- 2014. “Y así sucesivamente” – Serie documental de televisión. Codirigido con Eleonora Navata y Natacha López

- 2011 - Adicciones. Capítulo: Religión. Serie Ficción de 13 capítulos. Emitida por Canal 12.

- 2010. “Hugo Fattoruso en concierto”

- 2009.  "El Cine de los uruguayos" –Programa de TV en 40 capítulos emitido por el canal estatal,  de corte periodístico.

- 2008. - “Hombres del Puerto”  - Ciclo Documental de televisión para TV ciudad

- 2007.  “Emotivo” -   tres videoclips de Hugo Fattoruso y su grupo  “Rey Tambor” para su disco editado en Argentina.

- 2003. El viaje hacia el mar

- 1998. Y HOY TE VI. Videoclip para la cantante Diane Denoir.

- 1996. MEMORIAS DE LA COSTA. Programa Televisivo de 6 capítulos, de corte documental periodístico, emitido por el Canal 10 de Montevideo.

- 1995. MOXHELIS II.  Vídeo Arte, dur.: 1'

- 1994. JAIME ROOS A LAS 10.-  Documental Musical. Dur.: 60'

- 1993. 34 GRADOS, LAT.S, 053 GRADOS,  LONG. W. CABO POLONIO EN INVIERNO. Codirigido con Eduardo Casanova

- 1993. MILONGA DE PARIS. Videoclip para la cantante Estela Magnone.

- 1992. LOS MUERTOS. Video Ficción, dur.:28'

- 1991.  HACIA 1. Video Danza, dur.: 6'. Difundido por el Canal + (Plus) de Francia.

- 1991. Moxhelis. Video Arte. Videoarte,, dur.: 5’

- 1990. LA CABEZA DE SARA S. Cortometraje, dur: 5'. Difundido por el Canal + (Plus) de Francia.

- 1988. MAMA ERA PUNK. , Documental, dur.: 30'. Estrenada El 28 de Oc tubre de 1988 en El Instituto Goethe de Montevideo, Uruguay.

## Algunos Premios y reconocimientos
- Premio del Jurado a mejor película del Latin American Film Festival, Utrecht, Holanda, 2005 por El viaje hacia el mar
- Premio “Colón de Oro” como Mejor Película del Festival Iberoamericano de Cine de Huelva, 2004 por El viaje hacia el mar
- Premio de la Radio Exterior de España, 2004 por El viaje hacia el mar
- Premio Especial del Jurado Sección Iberoamericana del Festival Internacional de Cine de Miami, 2004 por El viaje hacia el mar
- Premio al mejor largometraje de la sección América Latina XXI del Festival Internacional de Cine Mar del Plata, 2004 por El viaje hacia el mar
- Premio del Público 2004. X Festival de Cinesul Río de Janeiro 2004 por El viaje hacia el mar
- Premio Iris del diario “El País” de Montevideo, a la mejor película 2003 por El viaje hacia el mar